# Impiönjärvi
Impiönjärvi eller Impiöjärvi är en sjö i Finland. Den ligger i kommunen Ranua i landskapet Lappland, i den norra delen av landet, 700 km norr om huvudstaden Helsingfors. Impiönjärvi ligger 177,3 meter över havet. Arean är 4,19 kvadratkilometer och strandlinjen är 13,2 kilometer lång. Sjön  ingår i Simo älvs huvudavrinningsområde. 